# Raul Toomas
Raul Toomas (1983. március 11.) észt diplomata, 2022-től Észtország magyarországi nagykövete.

## Életútja
A Tallinni Pedagógiai Egyetemen (napjainkban Tallinni Egyetem) szerzett diplomát adminisztratív menedzsment szakon, majd ugyanezen az egyetem védte meg mesterfokozát politikatudományból.
2005-ben kezdett dolgozni a Külügyminisztériumban. Dolgozott a budapesti és a prágai észt nagykövetségen, valamint az Európai Unió melletti állandó brüsszeli észt képviseleten is. 2014 és 2017 között a kijevi nagykövetség, majd a bukaresti nagykövetség képviseletének vezetője a Moldovai Köztársaságban, Chișinăuban. 2018–19-ben a Külügyminisztérium Kelet-Európa és Közép-Ázsia Irodájának, 2019–2022-ben a Politikatervezési Főosztály tanácsadója volt. 2022-től Észtország magyarországi, montenegrói, észak-macedóniai és szerbiai nagykövete.